# Syra Marty
Syra Marty, eigentlich Josefina Magdalena Marty (* 21. Juni 1921 in Goldau; † 3. Februar 2011 in Florida), war eine Schweizer Schauspielerin und Burlesque-Tänzerin.
Aufgewachsen in Goldau, zog sie 1942 nach Zürich und wanderte 1948 in die USA aus. Im Tanz-Theater Can Can Follies Theater in Hollywood startete sie eine vielbeachtete Karriere. Sie war als Covergirl auf zahlreichen Magazinen.